# ۱۶۴ (پیش از میلاد)
۱۶۴ (پیش از میلاد) ۱۶۴مین سال قبل از تقویم میلادی است.

## رویدادها
- آغاز پادشاهی آنتیوخوس پنجم فرمانروای سلوکی